# Антъни Легет
Сър Антъни Джеймс Легет (на английски: Anthony Leggettе) е британски и американски физик, носител на Нобелова награда за физика за 2003 г.

## Биография
Роден е на 26 март 1938 г. в Камбъруел, Лондон. Завършва физика в Оксфордския университет. Става професор в Университета на Илинойс в Ърбана-Шампейн. През 2007 г. Легет приема професорско място в Института за квантова информатика на Университета във Ватерло.

## Научна дейност
Получава Нобелова награда за пионерските си разработки в областта на физиката на свръхфлуидите, в частност на течния хелий при ниски температури. Има големи заслуги в областта на квантовата физика на макроскопични неконсервативни системи, както и известни теории за експериментална проверка на основите на квантовата механика.
В броя на Интернешънъл Хералд Трибюн от 29 декември 2005 г. Легет участва в дебат с Норман Рамзи относно опитите за промяна на квантовата механика. Легет подкрепя такова начинание, Рамзи се противопоставя. Теоретичната основа на дебата е проблемът на измерването, поставящ под съмнение пълнотата на физичното описание на света чрез квантовата механика.